# Enrico Cimbali
Enrico Cimbali (Bronte, 9 dicembre 1855 – Messina, 25 giugno 1887) è stato un giurista italiano.

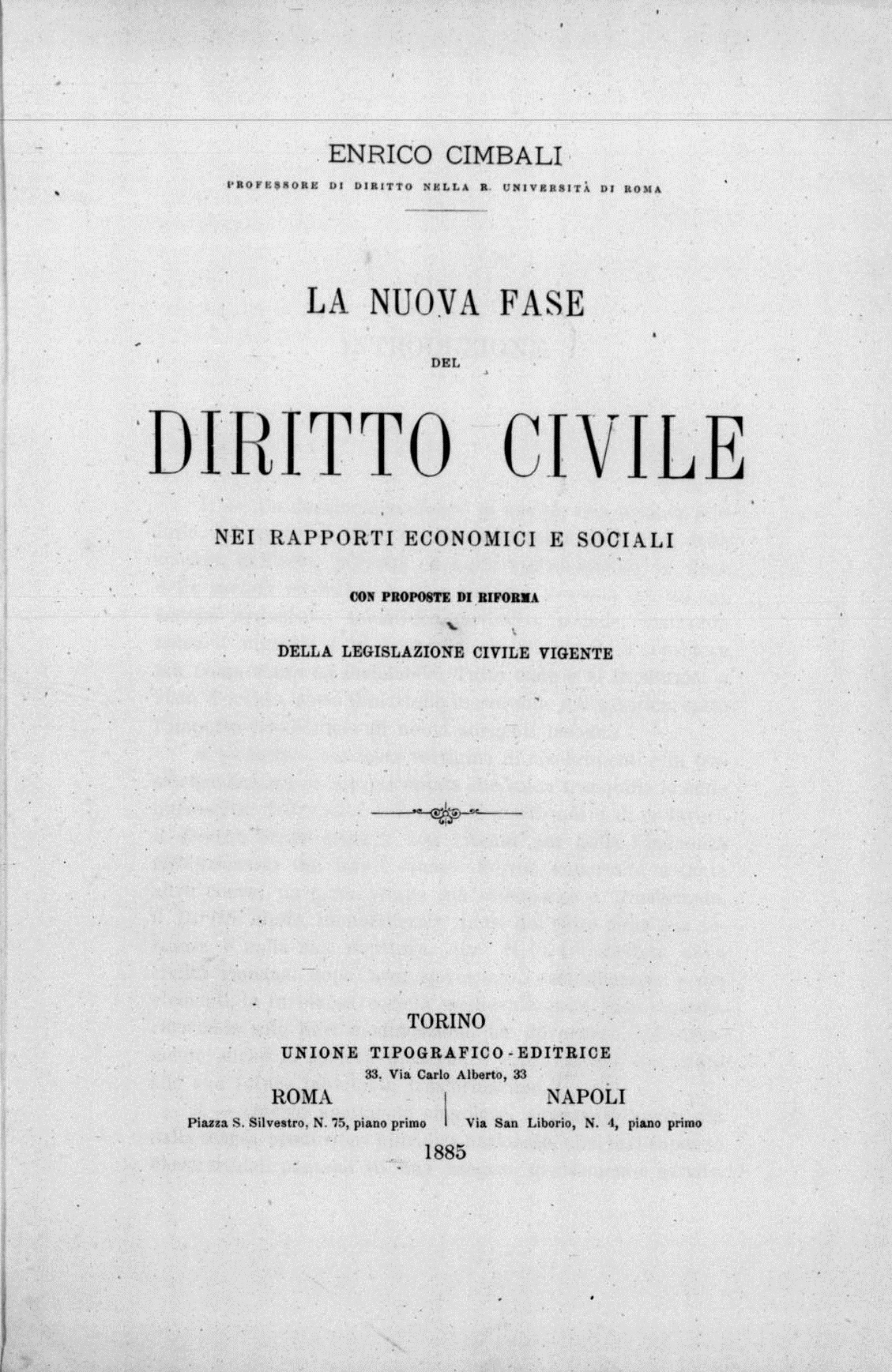
La nuova fase del diritto civile nei rapporti economici e sociali, 1885

È considerato uno dei più significativi rappresentanti del socialismo giuridico, andando a denunciare come lo Stato debba farsi carico dei conflitti tra le classi sociali, ponendovi rimedio. Nelle sue opere sottolinea l'arretratezza del diritto civile nazionale, ancora legato alla dottrina francese e tedesca, pertanto privo di una propria indipendenza culturale.

## Biografia

### Formazione
Figlio di un medico, funzionario dei Borboni, proveniente da una famiglia di possidenti terreni siciliani, era fratello maggiore del giurista Eduardo Cimbali. Cimbali si laurea in giurisprudenza presso l'università di Catania nel 1876. Dalla città siciliana, si trasferisce a Napoli per approfondire gli studi giuridici in ambito civilistico e di letteratura latina. Entra quindi nello studio di Pasquale Stanislao Mancini, di cui diviene stretto collaboratore.

### Attività accademica
Cimbali svolge l'attività di accademico in qualità di professore di diritto civile presso l'università di Napoli nel 1879, da cui si trasferisce l'anno successivo per insegnare nell'ateneo di Roma. Resta in tale ateneo, nonostante le proposte avanzate dall'università di Macerata, per poter assecondare le proprie aspirazioni politiche. Nel 1887 prende l'incarico di docenza all'università di Messina.
Muore prematuramente per una febbre tifoidea.

## Opere
- Del possesso per acquistare i frutti, Napoli, 1879.
- Lo studio del diritto civile negli Stati moderni, Roma, 1881.
- La funzione sociale dello Stato moderno.
- Le prime due fasi dell'azione dello Stato.
- La nuova fase del diritto civile, Torino, 1884.
  -  La nuova fase del diritto civile nei rapporti economici e sociali, Torino, Unione tipografico-editrice, 1885.
- Della capacità di contrattare secondo il Codice civile e di commercio, Torino, 1887.
- La questione del divorzio in Italia, in Studi di dottrina e giurisprudenza civile, Lanciano, 1889.[2]